# 조선민주주의인민공화국 국무위원장
조선민주주의인민공화국 국무위원장(朝鮮民主主義人民共和國 國務委員長)은 조선민주주의인민공화국 국무위원회의 수장이다. 현재 김정은이 이 직책을 맡고 있다. 이 직책은 2016년에 조선민주주의인민공화국 사회주의헌법 개정과 함께 국방위원회가 폐지됨에 따라 신설되었으며, 조선민주주의인민공화국의 국가 원수를 겸한다. 이에 따라 국방위원장의 직책과 권한이 국무위원장으로 이전되었다.
2019년 8월 최고인민회의에서 개정된 헌법에서는 "국무위원회 위원장은 전체 조선 인민의 총의에 따라 최고인민회의에서 선거하며, 최고인민회의 대의원으로는 선거하지 않는다"는 내용과 "국무위원회 위원장은 최고인민회의 법령, 국무위원회 중요 정령과 결정을 공포한다는 내용과 다른 나라에 주재하는 외교대표를 임명 또는 소환한다"는 내용을 보충해 국무위원장의 권한이 대폭 넓어졌음을 보여주었다.

## 같이 보기
- 조선로동당 총비서
- 조선로동당 중앙군사위원회
- 대한민국의 대통령